# Priscocamelus
Priscocamelus — вимерлий рід родини Camelidae. Рід містить такі види: Priscocamelus wilsoni. Скам'янілості виявлено в США (Техас) — всього 9 колекцій.